# São Miguel do Anta
São Miguel do Anta este un oraș în Minas Gerais (MG), Brazilia.